# Zarinah Abdullah
Zarinah Abdullah (* 12. Juli 1971) ist eine singapurische Badmintonspielerin. 

## Karriere
Zarinah Abdullah nahm 1992 und 1996 im Dameneinzel an Olympia teil. Bei beiden Starts wurde sie 17. in der Endabrechnung. Bei den Südostasienspielen 1993 und 1997 machte sie es deutlich besser. Dort gewann sie jeweils Bronze im Einzel.

## Sportliche Erfolge
| Saison | Veranstaltung          | Disziplin   | Platz |
| ------ | ---------------------- | ----------- | ----- |
| 1992   | Olympia                | Dameneinzel | 17    |
| 1993   | Südostasienspiele      | Dameneinzel | 3     |
| 1996   | Olympia                | Dameneinzel | 17    |
| 1997   | Südostasienspiele      | Dameneinzel | 3     |
| 1997   | Malaysia International | Dameneinzel | 2     |